# 小学館
株式会社小学館（しょうがくかん）は、東京都千代田区一ツ橋にある日本の総合出版社。系列会社グループの通称「一ツ橋グループ」の中核的存在である。
社名は創設時に小学生向けの教育図書出版を主たる業務としていたことに由来する。特に学年別学習雑誌は長らく小学館の顔的存在として刊行され続けてきたが、「出版不況」や児童の減少と嗜好の多様化のあおりを受け、2000年代から2010年代にかけて相次いで休刊され、2017年（平成29年）以降、月1回発売されているのは『小学一年生』のみとなっている。1926年（大正15年）8月に娯楽誌出版部門を集英社として独立させたが、太平洋戦争後は娯楽図書出版に再進出し、総合出版社へ発展した。

## 沿革
- 1922年（大正11年）
  - 8月8日 - 共同出版社東京支店長の相賀武夫が、共同出版社社長・吉田岩次郎および岡山市吉田書店主・吉田徳太郎の支援を受け、東京市神田区錦町に小学館を創設。社長（相賀武夫）、社員（吉田徳太郎、鈴木省三、筒井敏雄）、編集協力者（林麟四、斎藤栄治、栗林平佐、前島義教）の8名で学習雑誌創刊の準備を進める。
  - 10月 - 『小学五年生』『小学六年生』10月号を創刊。
- 1925年（大正14年）9月 - 集英社名で「尋常小学一年女生」10月号を創刊。事務所を神田区表神保町（現在の祥宏ビル）に移転
- 1926年（大正15年）8月 - 娯楽誌出版部門を分離し、集英社設立。
- 1926年（昭和元年） - 社員章「ひよこのマーク」を制定。
- 1927年（昭和2年） - 学習雑誌・児童書用の商標「勉強マーク」を制定。
- 1933年（昭和8年） - 東京商科大学跡の旧・校舎を改修し、本社を神田区一ツ橋通町3番地（現・千代田区一ツ橋2丁目3番1号）の現在地に移転。
- 1938年（昭和13年） - 創設者の急死により息子の相賀徹夫が第2代社長に就任する。
- 1944年（昭和19年）3月 - 企業整備令により、農業教育会、日本絵雑誌社、大都書房、三光社、工元社、大地社、玄文社、吉田書店の8社を吸収合併。
- 1945年（昭和20年）6月 - 株式会社小学館が設立。
- 1952年（昭和27年）12月 - 小学館傘下の富士広告社と塚村敏夫の新広告社を統合して昭和通信社（現・昭通）設立。
- 1956年（昭和31年）9月 - 昭和写真製版所（現・昭和ブライト）設立。
- 1959年（昭和34年）
  - 6月 - 一ツ橋グループの物流会社として昭和図書株式会社設立。
  - 10月 - 小学館建物株式会社（現・小学館不動産株式会社）設立。
- 1963年（昭和38年） - 創立40周年記念事業として社歌「0のマーチ」を制定。
- 1964年（昭和38年）8月 - 小学館サービス株式会社（現・小学館パブリッシング・サービス）設立。
- 1965年（昭和40年）2月 - 小学館不動産株式会社（小学館建物と合併）設立。
- 1966年（昭和41年） - 三友社（現・小学館クリエイティブ）設立。
- 1967年（昭和42年）
  - 1月 - 3代目本社屋である小学館ビルが完成[5]。
  - 6月 - 小学館プロダクション設立。
- 1975年（昭和50年） - 一ツ橋メディア・レップ（現・株式会社小学館メディアプロモーション）設立。
- 1986年（昭和61年） - VIZ Communications, Inc.（現・VIZ Media, LLC）を設立[6]。
- 1992年（平成4年） - 相賀昌宏が第3代社長に就任。
- 2000年（平成12年） - 富士通、シーエーシーとの共同出資でネットアドバンスを設立。
- 2002年（平成14年） - 創業80周年。
- 2005年（平成17年） - VIZ LLC.とShoPro Entertainment, Inc.を統合し、集英社、小学館プロダクションとの共同出資会社VIZ Media LLCを設立[7]。
- 2007年（平成19年） - 演劇出版社の株式を取得し、関連会社化。映画館「神保町シアター」オープン
- 2008年（平成20年）12月1日 - 小学館プロダクションに集英社が資本参加し、商号を小学館集英社プロダクションに変更。
- 2009年（平成21年） - KAZEグループとVIZ Mediaの子会社VIZ Media Europeを統合し、VIZ Media Europeを小学館、集英社、小学館プロダクションの共同出資会社に改組。
- 2010年（平成22年） - 小学館集英社プロダクションと共同出資で台灣小學館股份有限公司を設立。
- 2012年（平成24年） - 創業90周年。
- 2013年（平成25年） - 小学館アジア設立。
- 2016年（平成28年） - 4代目本社屋である小学館ビルが完成[8]。
- 2017年（平成29年）
  - 3月23日 - イーブックイニシアティブジャパンからフォーリー株式会社の株式を取得し、子会社化[9]。
  - 8月8日 - ディー・エヌ・エーとの共同出資で株式会社MERYを設立[10]。
- 2018年（平成30年）1月 - 株式会社VOYAGE GROUPとの共同出資で株式会社C-POTを設立[11]。
- 2021年（令和3年）- 図鑑NEO監修「ZUKAN MUSEUM GINZA」開館[12]
- 2022年（令和4年）5月 - 相賀信宏が第4代社長に就任。相賀昌宏は取締役会長に就任[13]。創業100周年[14]。
- 2023年（令和5年）
  - 7月 - 株式会社Candeeを完全子会社化[15]。
  - 11月 - 株式会社Tokyo Otaku Modeを完全子会社化[16]。
- 2024年（令和6年）6月 - 丸紅、丸紅フォレストリンクスとの共同出資で、マンガ・アニメコンテンツを世界展開するための合弁会社「MAG.NET（マグネット）」を設立[17]。

### 小学館ビル

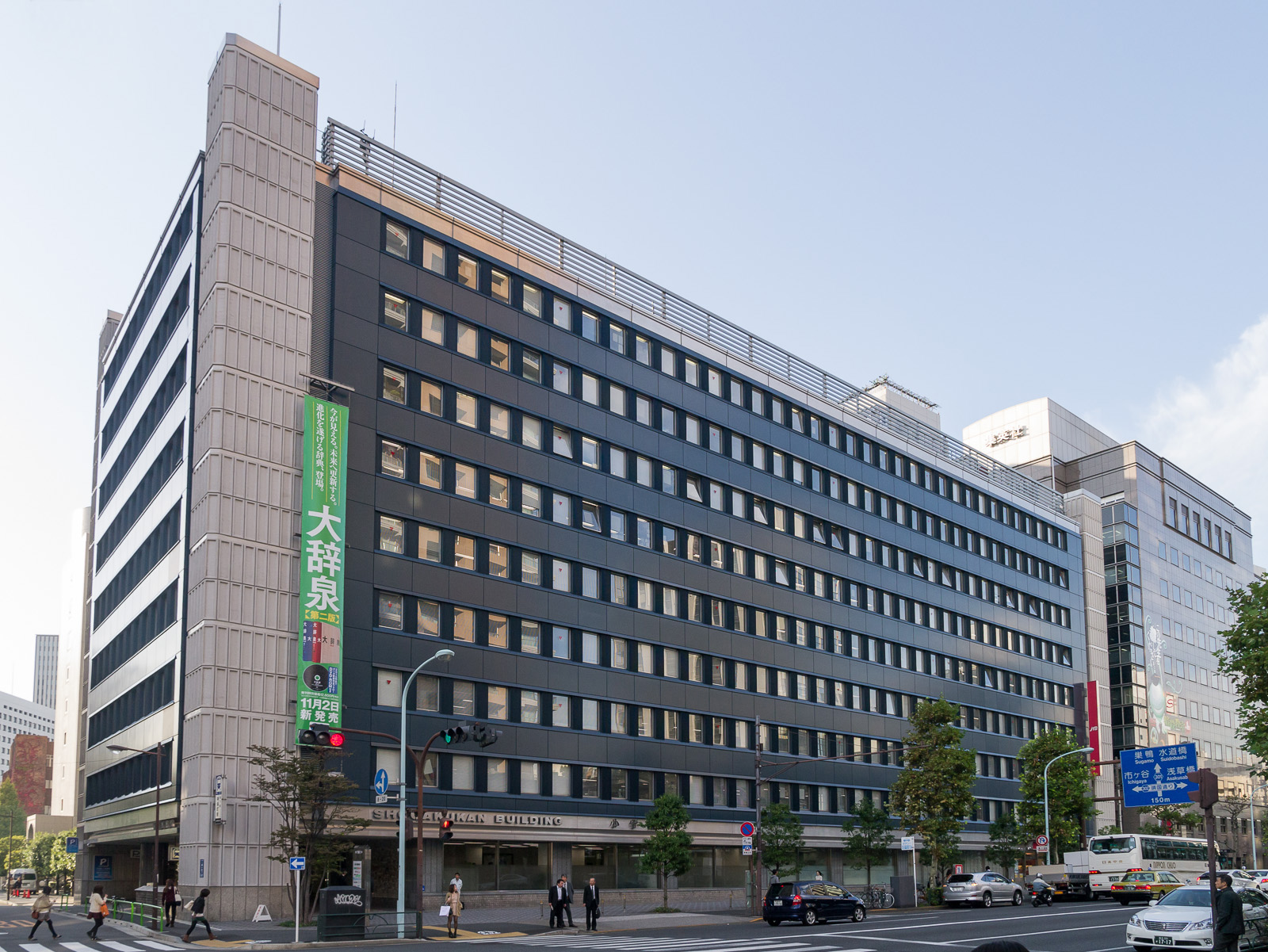
3代目本社屋（2012年11月撮影）

3代目本社屋は「小学館ビル」と呼ばれ、1966年（昭和41年）7月に上棟式・定礎式を挙行、1967年（昭和42年）1月に完成して1月16日に修祓式、1月23日に旧社屋からの移転が完了した。地上9階、塔屋3階、地下3階建て、延べ床面積20,667m2の鉄筋コンクリート構造で、設計は日建設計、建設は竹中工務店が担当した。当初は屋上に駐車場を有し地上からエレベータで運ばれる構造でもあった。1965年に『オバケのQ太郎』（藤子不二雄）がアニメ化される際には、放送するTBSが「オアシのないものがオアシを稼ぐわけがない」とライセンス業務を断り、当時のライセンシー達からもグッズの売り上げを疑問視されたため、小学館自らが商品化権のライセンサーとなり、アニメのヒットにより巨額の商品化権の使用料収入が小学館へ入った。「小学館ビル」はこの利益を元に建設したことから「オバQビル」とも呼ばれた。東日本大震災を機に耐震強度の見直しで建て替えが決定。2013年9月から取り壊しが行われたが、直前の8月9日に取り壊しを惜しんで漫画家25人が白山通りに面した1階応接ロビーの壁面や窓ガラスに落書きを行った。その後、落書きの一般公開が決定し、8月22日に漫画家84人が地下1階の通路も加える形で更なる落書きをした上で、8月24日・25日に落書きされた場所が一般に開放され、約8000人が来場した。来場できなかった人にも配慮し、公式サイトでも公開されている。
4代目本社屋も「小学館ビル」の名称で、2014年3月1日着工、2016年9月30日竣工。地上10階、塔屋2階、地下2階建て、延べ床面積17,910.73m2の鉄骨鉄筋コンクリート造（地上）、鉄筋コンクリート造（地下）。地上1階と地下1階の中間階に免震装置を設置した中間免震構造を採用している。2016年11月7日にオープンした。
小学館ビル完成までの間、200メートルほど南に位置する住友商事竹橋ビル（パレスサイドビルディング向かい）を仮本社としていた（住所上は同じ一ツ橋）。

### 社歌
- 「0のマーチ」[26]
  - 作詞：谷川俊太郎
  - 作曲：いずみたく

1963年（昭和38年）に創立40周年記念事業として社内で歌詞を公募したが、入選作が無かったため谷川俊太郎に作詞、いずみたくに作曲を依頼してボニージャックスが歌唱するソノシートが作られた。B面にはサトウハチロー作詞、團伊玖磨作曲、いずみたく編曲の「小学館 学習雑誌の歌」が収録されている。
2010年（平成22年）元日の新聞一面広告では「0から、未来へ。」のキャッチコピーで「0のマーチ」の歌詞と楽譜が紹介された。

## 決算
- 新文化通信社 決算特集：小学館（〜2021年）及びニュースフラッシュ 決算等による。

| 決算期（期間）                         | 売上高         | 営業利益      | 経常利益      | 税引前当期利益 | 当期純利益    |
| -------------------------------------- | -------------- | ------------- | ------------- | -------------- | ------------- |
| 第87期（2024年3月1日 - 2025年2月28日） | 1096億1600万円 |               | 48億8200万円  |                | 36億4200万円  |
| 第86期（2023年3月1日 - 2024年2月29日） | 1087億7800万円 |               | 48億6700万円  |                | 21億4200万円  |
| 第85期（2022年3月1日 - 2023年2月28日） | 1084億7100万円 |               | 73億0100万円  |                | 61億6200万円  |
| 第84期（2021年3月1日 - 2022年2月28日） | 1057億2100万円 |               | 89億4500万円  |                | 59億9500万円  |
| 第83期（2020年3月1日 - 2021年2月28日） | 943億1600万円  |               | 72億4600万円  |                | 56億7300万円  |
| 第82期（2019年3月1日 - 2020年2月29日） | 977億4700万円  |               | 55億7700万円  |                | 39億2600万円  |
| 第81期（2018年3月1日 - 2019年2月28日） | 970億5200万円  |               | 43億9800万円  |                | 35億1800万円  |
| 第80期（2017年3月1日 - 2018年2月28日） | 945億6200万円  |               | 3億1300万円   |                | ▲5億7200万円  |
| 第79期（2016年3月1日 - 2017年2月28日） | 973億0900万円  |               | ▲9億3400万円  |                | ▲8億1300万円  |
| 第78期（2015年3月1日 - 2016年2月29日） | 956億0200万円  |               | ▲8億9400万円  |                | ▲30億5200万円 |
| 第77期（2014年3月1日 - 2015年2月28日） | 1024億9100万円 |               | 6億3700万円   |                | 1億8700万円   |
| 第76期（2013年3月1日 - 2014年2月28日） | 1025億5000万円 |               | 7億3600万円   |                | 4億6300万円   |
| 第75期（2012年3月1日 - 2013年2月28日） | 1064億6600万円 |               | 16億4900万円  |                | 12億8200万円  |
| 第74期（2011年3月1日 - 2012年2月29日） | 1079億9100万円 |               | 17億4400万円  |                | ▲1億4400万円  |
| 第73期（2010年3月1日 - 2011年2月28日） | 1111億1300万円 |               | ▲6億7900万円  |                | ▲25億6200万円 |
| 第72期（2009年3月1日 - 2010年2月28日） | 1177億2100万円 | ▲37億9100万円 | ▲18億0200万円 |                | ▲44億9300万円 |
| 第71期（2008年3月1日 - 2009年2月28日） | 1275億4100万円 | ▲75億7700万円 | ▲63億7000万円 |                | ▲63億7000万円 |
| 第70期（2007年3月1日 - 2008年2月29日） | 1413億4400万円 | ▲11億9900万円 | 9億6300万円   | 15億2900万円   | 2億9300万円   |
| 第69期（2006年3月1日 - 2007年2月28日） | 1469億5100万円 | 46億6900万円  |               |                | 21億2300万円  |
| 第68期（2005年3月1日 - 2006年2月28日） | 1481億5700万円 |               | 41億2700万円  | 42億3900万円   | 19億8500万円  |
| 第67期（2004年3月1日 - 2005年2月28日） | 1545億4400万円 |               | 54億8500万円  | 54億2200万円   | 23億0300万円  |
| 第66期（2003年3月1日 - 2004年2月29日） | 1502億5600万円 |               | 39億5800万円  |                | 17億8700万円  |
| 第65期（2002年3月1日 - 2003年2月28日） | 1519億円       |               | 16億1400万円  |                | ▲4億4000万円  |
| 第64期（2001年3月1日 - 2002年2月28日） | 1582億円       |               |               |                | ▲9億0800万円  |

## ギャラリー

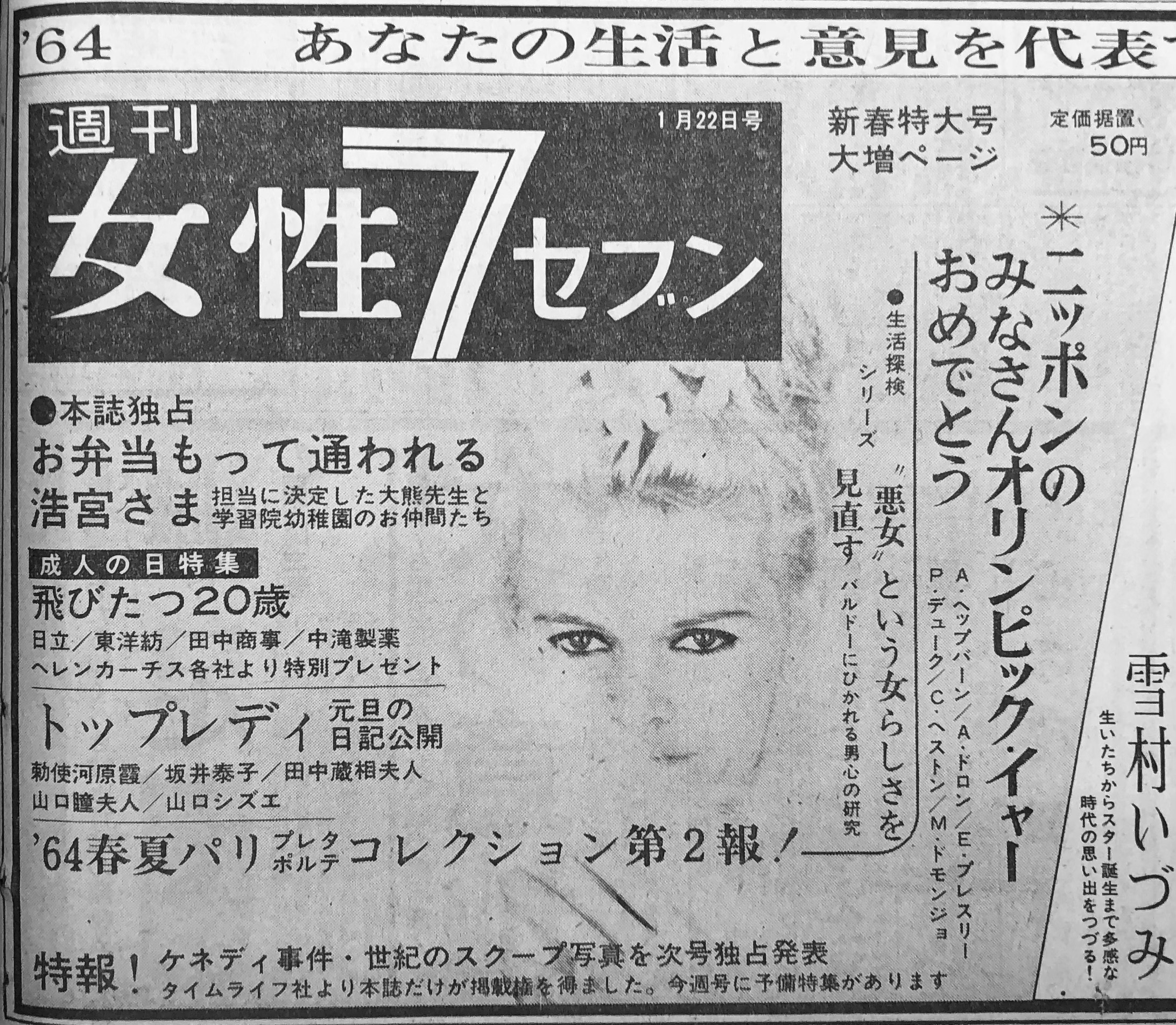
『女性セブン』1964年1月22日号の新聞広告
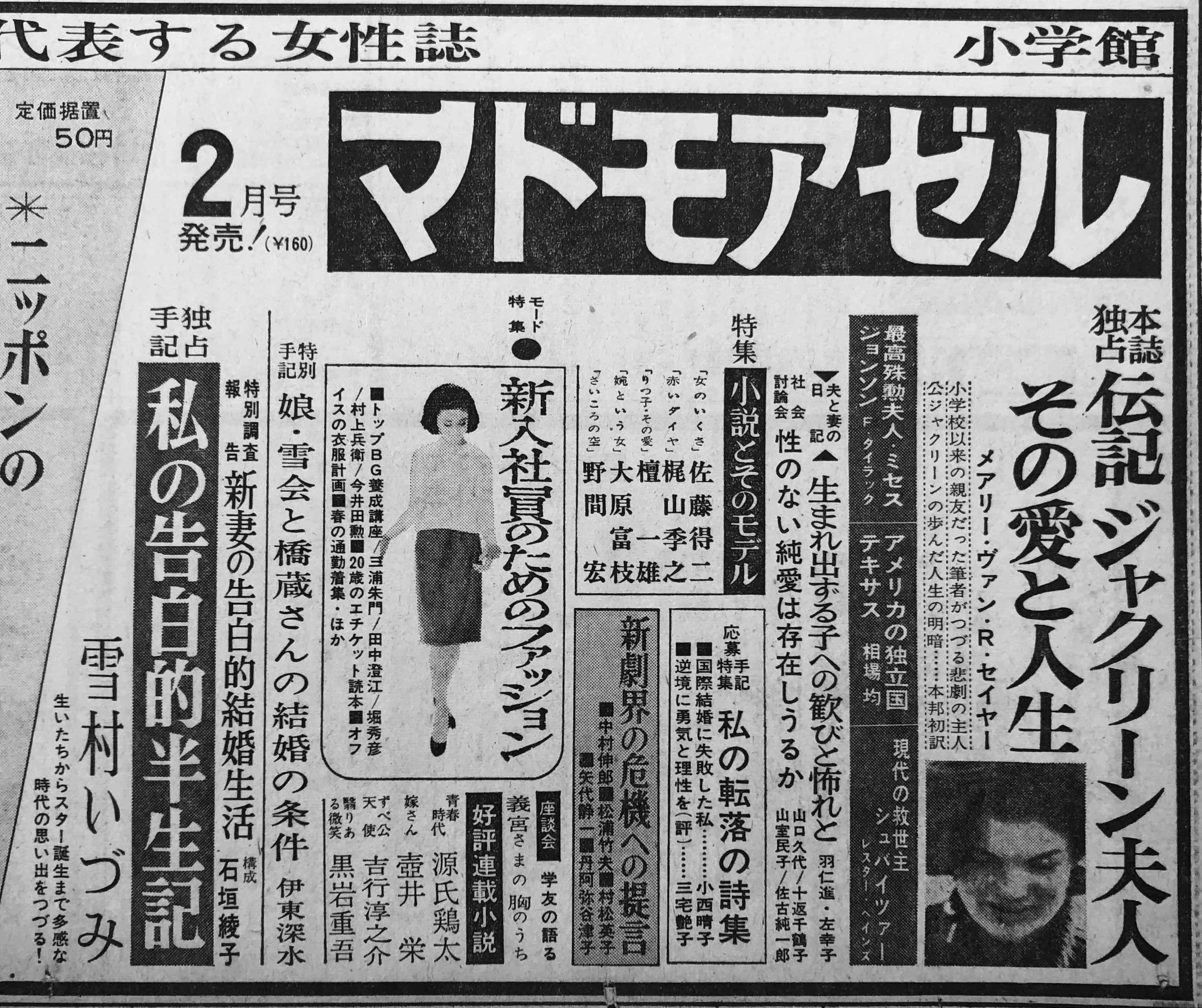
『マドモアゼル』1964年2月号の新聞広告
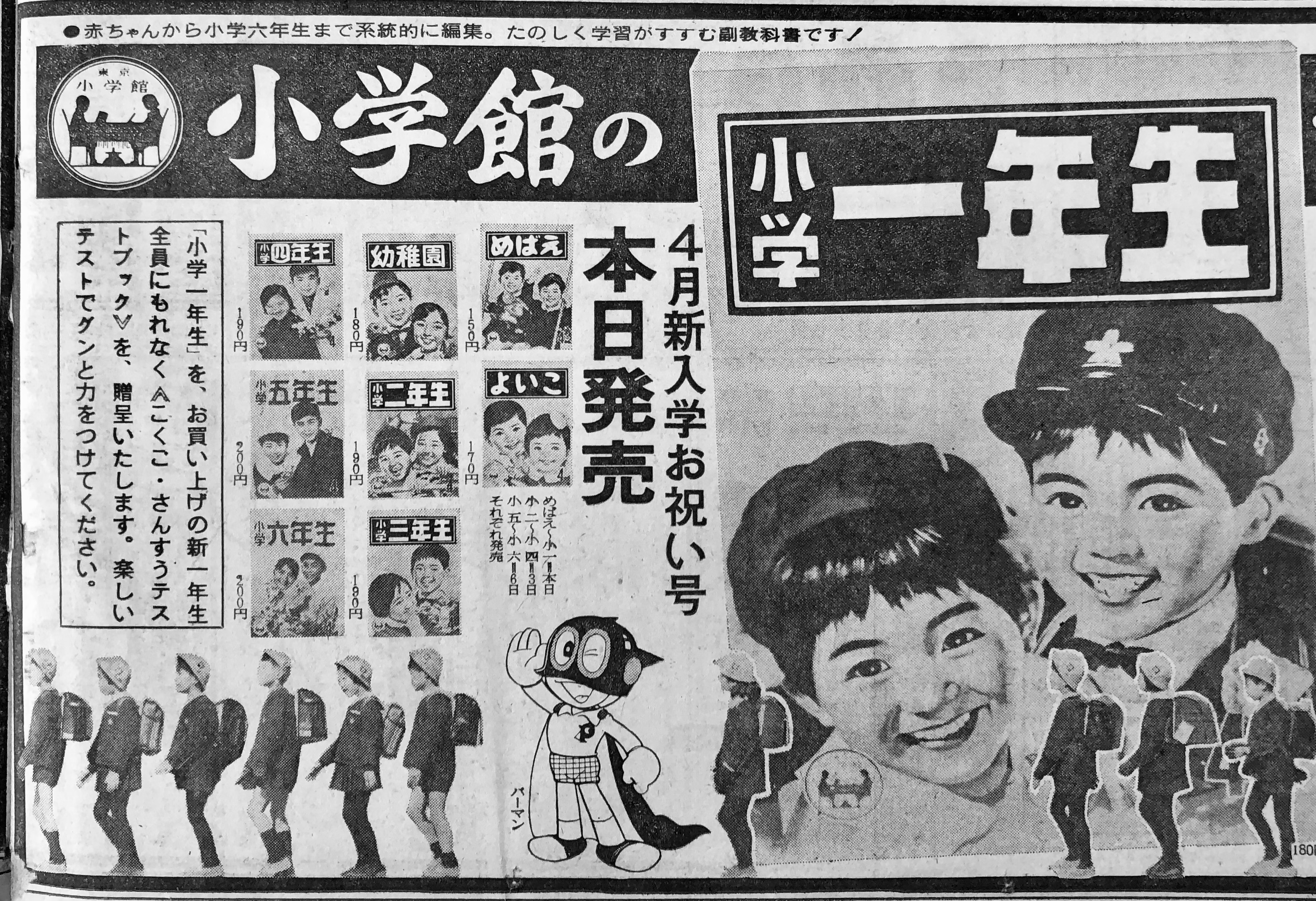
『小学一年生』1967年4月号の新聞広告
『週刊ポスト』1969年8月22日号 （創刊号）

## 雑誌

### 男性コミック誌
- 週刊少年サンデー（毎週水曜日発売）
  - 週刊少年サンデーS（毎月25日発売）
- ゲッサン（毎月12日発売）
- 月刊サンデージェネックス（毎月19日発売）
- ビッグコミック（毎月10日・25日発売）
- ビッグコミックオリジナル（毎月5日・20日発売）
- ビッグコミックスペリオール（毎月第2・第4金曜日発売）
- ビッグコミックスピリッツ（毎週月曜日発売）
  - 月刊!スピリッツ（毎月27日発売）

### 女性コミック誌
- Sho-Comi（毎月5日・20日発売）
  - Sho-ComiX（奇数月15日発売）
- ベツコミ（毎月13日発売）
  - デラックスベツコミ（偶数月24日発売）
- Cheese!（毎月24日発売）
  - プレミアCheese!（偶数月5日発売）
- プチコミック（毎月8日発売）
  - 姉系プチコミック（偶数月5日発売）
- 月刊フラワーズ（毎月28日発売）

### 児童・学習誌
- 月刊コロコロコミック（毎月15日発売）
  - 別冊コロコロコミック（偶数月30日発売）
  - コロコロイチバン!（毎月21日発売）
- ちゃお（毎月3日発売）
  - ちゃおデラックス（奇数月20日発売）
- ベビーブック（毎月1日発売）
- めばえ（毎月1日発売）
- 幼稚園（毎月1日発売）
  - 学習幼稚園（年4回刊）
- 小学一年生（毎月1日発売） - 学年誌
  - 小学8年生
- てれびくん（毎月1日発売）
- ぷっちぐみ（毎月15日発売）
- ポケモンファン - 小学館スペシャル増刊として発行

### 教育誌
- 新幼児と保育（奇数月2日発売、2021年12月28日発売の2/3月号から年4回刊に刊行形態を変更[27]）
  - 0・1・2歳児の保育
- 教育技術
  - 教育技術小一小二（2022年1月15日発売の2/3月号から紙の雑誌からWebサイトへ刊行形態を変更[27]）
  - 教育技術小三小四（同上）
  - 教育技術小五小六（同上）
  - 総合教育技術（2022年1月15日発売の2/3月号から年4回刊に刊行形態を変更[27]）

### 文芸誌
- きらら
- STORY BOX
- 本の窓

### 情報誌
- 週刊ポスト
  - マネーポスト
- 女性セブン
- SAPIO
- DIME
  - Saunner
- サライ
- BE-PAL

### ファッション・美容誌
- CanCam
  - AneCan
- Oggi
- Domani
- Precious
- 美的
- 美的GRAND
- 和樂
- MEN'SPrecious

### 演劇誌
- 演劇界（発行：演劇出版社）

### かつて発行していた雑誌

#### コミック誌
- ボーイズライフ
- ぴょんぴょん
- ビッグゴールド
- コロネット
- コミックGOTTA
- マンガくん → 少年ビッグコミック → ヤングサンデー → 週刊ヤングサンデー
- Judy
- ChuChu
- ポシェット
- 月刊IKKI
- ヒバナ
- コロコロアニキ

#### 学習誌
- 良い子の友と少國民の友
- 小学館BOOK
- よいこ
- テレビといっしょ
- いたずら・ぶっく
- マミイ
- 学年別学習雑誌
  - 小学二年生
  - 小学三年生
  - 小学四年生
  - 小学五年生
  - 小学六年生
- GAKUMANplus
- おひさま

#### 教育誌
- Latta

#### 文芸誌
- Palette（小説誌）
- 文芸ポスト
- せりふの時代

#### 情報誌
- 女学生の友
- マドモアゼル
- プチセブン
- GORO
- 写楽（しゃがく）
- TOUCH
- ワンダーライフ
  - オカルト情報誌。同誌から派生したムックレーベル『ワンダーライフスペシャル』は、本誌休刊後も実用・ゲーム攻略本のレーベルとして存続[28]。
- FMレコパル
- サウンドレコパル
- ポプコム
- The Music
- 月刊PCエンジン
- ゲーム・オン!
- DENiM
- Telepal f（首都圏版・関西版）
- キャラデパ
- 駱駝
- sabra
- わしズム
- DiaDaisy - 小学館スペシャル増刊として発行
- マフィン
- Pretty Style
- ラピタ

#### 分冊百科
- 週刊 古寺をゆく
- 週刊 日本の美をめぐる
- 週刊 日本の天然記念物
- 週刊 四季花めぐり
- 週刊 やきものを楽しむ
- 週刊 名城をゆく
- 週刊 中国悠遊紀行
- クラシック・イン
- ぼく、ドラえもん
- もっと!ドラえもん

## WEBメディア
- NEWSポストセブン
- マネーポストWEB
- Menjoy!
- ＠DIME
- PETomorrow
- Men's Beauty
- P+D MAGAZINE
- Suits-woman.jp
- kufura（クフラ）
- CanCam.jp
- Oggi
- Domani
- Precious.jp
- 美的.com
- 和樂intojapan
- サライ.jp
- BE-PAL
- REAL KITCHEN&INTERIOR
- コロコロオンライン
- ちゃおプラス
- Steenz
- SHOGAKUKAN COMIC
- テレビPABLO

### ウェブコミック・コミックアプリ
- モバMAN
- サンデーうぇぶり
- マンガワン（裏サンデー）
- ビッコミ
- やわらかスピリッツ
- モバイルフラワー（毎月5日・10日・20日・25日発売）※電子雑誌
- Sho-ComiX（毎月15日発売）※電子書籍
- ベツフラ（毎月第2・第4水曜日発売）※電子書籍
- &FLOWER（毎週金曜日発売）※電子書籍
- 週刊コロコロコミック（旧：コロコロオンライン）
- てれびくん SUPER HERO COMICS
- ちゃおプラス
- SHOGAKUKAN COMIC

## 電子書籍ストア
- 小学館eコミックストア（旧・コミック小学館ブックス）

## 書籍

### 文庫
- 小学館文庫
- ガガガ文庫

#### かつて発行していた文庫
- スーパークエスト文庫
- キャンバス文庫
- パレット文庫
- エンジェル文庫
- ルルル文庫

### 新書
- 小学館新書
- 小学館よしもと新書[注 2]
- ガガガブックス
- 小学館YouthBooks

### 児童書
- コロタン文庫
- ビッグ・コロタン
- 小学館のテレビ絵本
- テレビ超ひゃっか
- 小学館のカラーワイド
- てれびくんデラックス
- まるごとシールブック
- 小学館ジュニア文庫
- ちゃおノベルズ
- ぷっちぐみベスト!!
- 小学館版学習まんが少年少女日本の歴史
- 小学館版学習まんが人物館
- 小学館版学習まんが世界の歴史
- 入門百科＋
- 小学生のミカタ

#### かつて発行していた児童書
- なぜなに学習図鑑
- 入門百科シリーズ
- ミニレディー百科シリーズ
- おひさまのほん

## ベストセラー
- 飯島愛『プラトニック・セックス』（2000年）
- 宮部みゆき『模倣犯』（2001年）
- 片山恭一『世界の中心で、愛をさけぶ』（2001年）
- 市川拓司『いま、会いにゆきます』（2003年）
- 加島祥造『求めない』（2007年）
- 東川篤哉『謎解きはディナーのあとで』（2010年 - ）
- 池井戸潤『下町ロケット』（2010年）
- 池井戸潤『下町ロケット2 ガウディ計画』（2015年）
- 佐藤愛子『九十歳。何がめでたい』（2017年）

## 辞典・事典
- 日本百科大事典（1962年）
- 世界原色百科事典（1965年）
- 大日本百科事典ジャポニカ（1967年）
- 日本大百科全書（1984年）
- 日本国語大辞典
- 日本歴史大事典
- 小学館日本語新辞典
- 大辞泉
- プログレッシブ辞典シリーズ

## 図鑑
- 小学館の図鑑Z
- 小学館の図鑑NEO
- ポケットガイドシリーズ
- フィールド・ガイドシリーズ

## 電子知育玩具用ソフト
- とっとこハム太郎 おえかきいっぱい! ハムちゃんず!（キッズコンピュータ・ピコ）

## ゲーム
- カブトクワガタ（月刊コロコロコミック内の企画「コロゲー」より）
- ぶっとバード（月刊コロコロコミック内の企画「コロゲー2」より）

## 漫画表現の特色
小学館が版元である漫画の台詞には、全ての男性向け雑誌に掲載された娯楽漫画も含めて句読点（「。」「、」）が用いられている。これは、『小学一年生』をはじめとする学年別学習誌は当初、教育漫画だけだったが、後から始めた少年少女向け娯楽漫画にまで句読点を用いられていた名残である。ただし、殆どの少女・女性向け雑誌に掲載された娯楽漫画は句読点を用いられていない。また、児童向け少年漫画雑誌である『月刊コロコロコミック』の増刊に当たる『コロコロアニキ』を除いた青年・女性向け雑誌にはルビは用いられていない。なお、小学館以外のすべての出版社では、一部の出版社における教育漫画のみで句読点を使用しており、娯楽漫画は句読点を用いられていない。
また、小学館のみが漫画で使用される標準フォントが他社のものと異なる。これは、2008年以降に他社が使用している標準フォントから変更したものである。

## 不祥事
- 『セクシー田中さん』のドラマ化の脚本を巡る問題 - 2023～2024年

## 関連会社・団体

### 日本国内
- 一ツ橋マネジメント（企業経営の調査、研究、有価証券の取得・管理）
- 昭和ブライト（雑誌・書籍の製版・組版・DTPおよび配信用漫画データの制作）
- 昭和図書（一ツ橋グループの物流会社）
- 小学館不動産（小学館ビル等の不動産管理）
- 小学館パブリッシング・サービス
- 小学館クリエイティブ（書籍の出版、書籍・雑誌の編集受託・校正受託、地図の発行）
- 数理計画（出版情報システムの開発・運用、ビジネスソリューション、環境コンサルティング）
- 小学館集英社プロダクション
- 小学館スクウェア（自費出版、写真関連業務）
- 祥伝社
- 小学館メディアプロモーション（雑誌媒体・Web媒体の広告代理店）
- 照林社
- 小学館ミュージック&デジタル エンタテイメント
- 九段パルス（特例子会社）
- ネットアドバンス
- 小学館ナニング（漫画単行本の編集受託）
- キッズカラー
- Tokyo Otaku Mode
- エイトリンクス
- COMPASS
- 小学館CODEX（雑誌・書籍・WEBメディアの編集受託）
- MERY（ディー・エヌ・エーとの共同出資会社）
- こどもりびんぐ
- kotoba
- 小学館インクリオ
- 小学館レガーレ
- 小学館LX
- THRUSTER
- MAG.NET
- 集英社（50%）
- 日本児童教育振興財団（2012年4月に日本性教育協会と合併）

### 日本国外
- VIZ Media, LLC（アメリカ合衆国サンフランシスコ） - 2005年設立。小学館・集英社・小学館集英社プロダクションとの共同出資。
- 上海碧日諮絢事業有限公司（中華人民共和国上海市） - 1995年設立。上海美術出版社との共同出資。
- 台灣小學館股份有限公司（台湾小学館、中華民国高雄市） - 2010年5月設立。小学館集英社プロダクションとの共同出資[30]。
- SHOGAKUKAN ASIA PTE. LTD.（小学館アジア、シンガポール） - 2013年9月設立。100%子会社[31]。
- VME PLB SAS（フランス共和国パリ）

## 加盟団体
日本書籍出版協会、日本雑誌協会、日本出版インフラセンター、辞典協会、出版文化国際交流会、全国出版協会、日本出版クラブ、読書推進運動協議会、国際児童図書評議会、コミック出版社の会、日本電子出版協会、デジタル出版者連盟、日本オーディオブック協議会、日本映像ソフト協会、日本アドバタイザーズ協会、日本雑誌広告協会、日本ABC協会、日本インタラクティブ広告協会など

## テレビ番組
- 日経スペシャル カンブリア宮殿 「ニッポン少年マンガ 過去の50年 未来の50年」（2009年3月23日、テレビ東京）[32]。